# منعطفة بردية
منعطفة البرودة (الاسم العلمي: Psychroflexus) هي جنس من البكتيريا، سلبية الغرام، تتبع فصيلة نظيرات الصيفرية.

## أصنوفات
الأصنوفات الأدنى لهذا الكائن:
- كود سباركل
- تحديث القائمة

نوع:منعطفة بردية غندوانية 
اسم علمي: Psychroflexus gondwanensis

نوع:منعطفة بردية محبة ملوحة الجبن 
اسم علمي: Psychroflexus halocasei

نوع:منعطفة بردية ملحية 
اسم علمي: Psychroflexus salarius

نوع:منعطفة ملحية راسبية 
اسم علمي: Psychroflexus sediminis

نوع:Psychroflexus aestuariivivens 
اسم علمي: Psychroflexus aestuariivivens

نوع:Psychroflexus planctonicus 
اسم علمي: Psychroflexus planctonicus

نوع:Psychroflexus salinarum 
اسم علمي: Psychroflexus salinarum

نوع:Psychroflexus saliphilus 
اسم علمي: Psychroflexus saliphilus

نوع:Psychroflexus salis 
اسم علمي: Psychroflexus salis

نوع:Psychroflexus torquis 
اسم علمي: Psychroflexus torquis

نوع:Psychroflexus tropicus 
اسم علمي: Psychroflexus tropicus